# 莫迪纳加尔
莫迪纳加尔（Modinagar），是印度北方邦Ghaziabad县的一个城镇。总人口112918（2001年）。

## 人口
该地2001年总人口112918人，其中男性60260人，女性52658人；0—6岁人口12601人，其中男7047人，女5554人；识字率75.36%，其中男性为81.02%，女性为68.87%。